# 森山克己
森山 克己（もりやま かつみ、1917年3月21日 - 2006年6月7日）は、日本の経営者。大和紡績社長を務めた。

## 経歴・人物
島根県出身。1940年に大阪商科大学を卒業し、同年に大和紡績に入社した。1971年6月に取締役に就任し、1973年11月に常務、1975年7月に専務を経て、1980年7月に社長に就任。1984年7月に会長、1985年7月に相談役を経て、1997年12月には名誉顧問に就任。
2006年6月7日心不全のために死去。89歳没。